# ژائو لی‌یینگ
ژائو لی‌یینگ (چینی ساده: 赵丽颖؛ زادهٔ ۱۶ اکتبر ۱۹۸۷)، همچنین با نام زانیلیا ژائو (به انگلیسی: Zanilia Zhao) نیز شناخته می‌شود، بازیگر و خواننده اهل چین است. در فیلم‌های ماده ۲۰، کاخ، میمون شاه ۳ و مجموعه‌های تلویزیونی مختلفی حضور پیدا کرده‌است.

## اوایل زندگی
ژائو لی‌یینگ زادهٔ ۱۶ اکتبر ۱۹۸۷ در لانگ فنگ، هبئی، چین است. او از مدرسهٔ مهندسی اطلاعات الکترونیک لانگ فنگ، یک مدرسهٔ حرفه‌ای آموزش متوسطه فارغ‌التحصیل شده‌است.